# Гори річки Хекс
Гори річки Хекс (афр. Hexrivierberge) — гірський масив у Західно-Капській провінції Південної Африки. Гори річки Хексрозташовано у 120 км на північний схід від Кейптауна.

## Характеристика

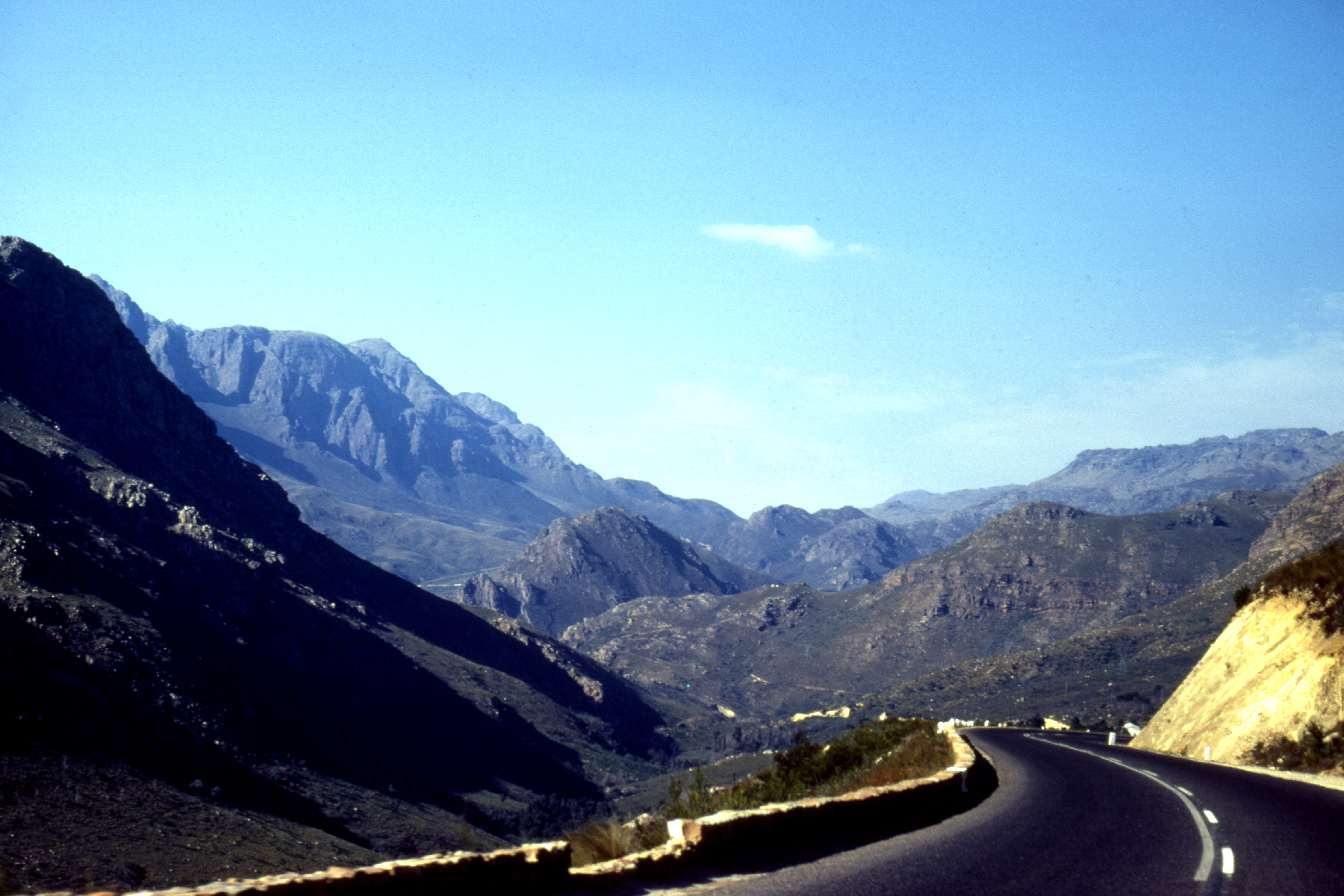
Гори річки Хекс

Гори річки Хекс є частиною великої антикліналі в гірській системі Капських гір, розташовані між гірською системою Скурвеберг та горами Лангеберг. Гори річки Хекс простягаються з південного заходу на північний схід, утворюючи синтаксис між містами Вустер та Де Дорнс. Вони в основному складаються з пісковиків Столової гори, мають багато вершин вище 2000 м. Річкові тераси, свідчать про минулу гляціологічну діяльність, яка, ймовірно, мала місце під час останнього льодовикового максимуму.
Найвищою горою є Матроосберг, висота якої становить 2 249 м над рівнем моря, що робить її другою за висотою вершиною в провінції після Свартберг.
Гори розташовані у середземноморській області субтропічного кліматичного поясу. Взимку в горах лежить сніг.
По хребту проходить вододіл між басейнами річок Бріде та Гуріц.
Флора гірського хребта представлена переважно гірським фінбосом. Внизу гір, в долинах, зустрічаються сукуленти Кару, в районах ущелин, вологих районів річок зустрічаються ділянки афромонтанського лісу.